# Euphaedra albovittata
Euphaedra albovittata är en fjärilsart som beskrevs av Aurivillius 1912. Euphaedra albovittata ingår i släktet Euphaedra och familjen praktfjärilar. Inga underarter finns listade i Catalogue of Life.